# Der glückliche Prinz
Der glückliche Prinz (engl. The Happy Prince) ist ein Kunstmärchen von Oscar Wilde. Es wurde erstmals 1888 als Titelgeschichte der Prosasammlung Der glückliche Prinz und andere Märchen veröffentlicht.

## Inhalt

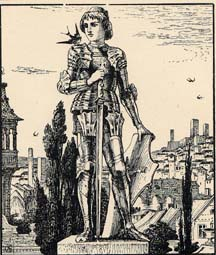
Illustration zur Erstausgabe von Walter Crane

Hoch über einer Stadt steht auf einer schlanken Säule die Statue des glücklichen Prinzen. Sie ist mit Blattgold überzogen, ihre Augen sind Saphire und ein Rubin ist ihr Schwertknauf. Zu seinen Lebzeiten wurde der glückliche Prinz von allen Menschen bewundert, da er immer fröhlich war. Als Statue bemerkt er nun das Elend der Stadt. Als sich eine „kleine Schwalbe“ auf ihrem Weg nach Ägypten zu Füßen des Prinzen niederlässt, um zu schlafen, trifft sie eine Träne aus dem Auge des glücklichen Prinzen. Der Prinz erzählt der Schwalbe von einer armen Näherin, deren Sohn krank ist, und bittet sie, den Rubin aus dem Schwertknauf zu picken und ihn der Mutter zu bringen, um ihr zu helfen. Dies tut sie nach kurzem Widerspruch auch. Die Schwalbe will sich am nächsten Tag verabschieden, doch der Prinz bittet sie um einen weiteren Gefallen. Sie soll die Saphire aus seinen Augen zu einem hilflosen Dichter und einer Streichholzverkäuferin, die ihre Zündhölzchen in den Rinnstein fallen gelassen hat, bringen. Da der Prinz nun blind ist, beschließt die Schwalbe, bei ihm zu bleiben und für ihn zu sehen. Der Prinz bittet, ihm das Gold vom Körper zu picken und es unter den Armen zu verteilen. Die Schwalbe tut dem Prinzen auch diesen Gefallen und verteilt das Gold unter den Waisenkindern. In der Zwischenzeit ist es Winter geworden, die Schwalbe kann der Kälte nicht mehr standhalten und erfriert. Als der glückliche Prinz dies bemerkt bekommt sein Herz einen Sprung. Die Statue des Prinzen ist des Weiteren nun so unansehnlich, dass sie abgerissen und eingeschmolzen wird. Doch das Herz des Prinzen schmilzt nicht im Ofen und wird auf den Abfall geworfen, wo schon die tote Schwalbe liegt. Als Gott einen Engel bittet, ihm die beiden wertvollsten Dinge zu holen, die es in der Stadt gibt, bringt dieser ihm das bleierne Herz und den toten Vogel.

## Rezeption
- 1909: Die spanische Übersetzung des Märchens war die erste Veröffentlichung des zu diesem Zeitpunkt neun Jahre alten Jorge Luis Borges.[1]
- 1946: The Happy Prince. Hörspielfassung mit Orson Welles als Erzähler und Bing Crosby als Prinz auf Decca Records.[2][3]
- 1974: The Happy Prince. Kanadischer Zeichentrickfilm mit Christopher Plummer als Erzähler.[4]
- 1985: Der glückliche Prinz. Hörspielfassung von Carmen Blazejewski für Rundfunk der DDR.[5]
- 1999: The Happy Prince. US-amerikanischer Fernsehfilm von HBO mit Cyndi Lauper als Schwalbe.[6]
- 2000: Der glückliche Prinz. Opernbearbeitung von Wolfgang Böhmer und Peter Lund an der Neuköllner Oper.[7]
- 2019: Der glückliche Prinz. Produktion[8] am Staatstheater Nürnberg unter der Regie von Sandra Weissmann-Ballbach

Clifton Snider schrieb: “Wilde must have had London in mind as the setting for his story, for the descriptions match those of contemporary London. All we know, however, is that the Happy Prince stands above a ‚great city‘ somewhere ‚in the north of Europe‘ and that he had lived in Sans-Souci, the name of Frederick the Great's palace at Potsdam[…].” (deutsch: „Wilde muss London als Schauplatz seiner Geschichte im Sinn gehabt haben, denn die Beschreibungen entsprechen denen des zeitgenössischen London. Wir wissen jedoch nur, dass der glückliche Prinz über einer ‚großen Stadt‘ ‚irgendwo in Nordeuropa‘ steht und dass er in Sanssouci [‚Ohne Sorge‘] gelebt hatte, welches der Name des Palastes Friedrichs des Großen ist[…].“)
Tobias Wenzel schrieb in Deutschlandradio Kultur in seiner Kritik zu einer 2005 erschienenen Hörbuchfassung: „Es ist das wohl schönste Märchen, das Oscar Wilde geschrieben hat.“